# Аеро НТ-54
«Аеро НТ-54» (рос. Аэро НТ-54) — радянський пригодницький фантастичний фільм 1925 року, поставлений режисером Миколою Петровим. Фільм не зберігся.

## Сюжет
Роки громадянської війни в Росії. На одній з ділянок західного фронту зазнав аварії радянський літак. Перед смертю льотчик Пелузін встиг передати аероспостерігачеві Андрію таємницю свого винаходу. Помираючий просив завершити почату ним справу — побудувати авіаційний нафтомотор. Після довгих пошуків Андрію вдалося відшукати креслення, за якими одночасно з ним полював і колишній бортмеханік Пелузіна — Богдан. Андрій поступив до авіашколи. Тут з подвоєною енергією він продовжив роботу над винаходом. Через деякий час йому вдалося побудувати перший мотор системи Пелузіна. Не відмовився від своїх задумів і Богдан. Коли усі його спроби присвоїти чужий винахід закінчилися невдачею, він вирішив зірвати пробний політ Андрія. У повітрі нафтомотор відмовив. Мужньому й меткому Андрію насилу вдалося зробити посадку. Викритий у шкідництві Богдан був заарештований. Через рік ескадрилья НТ-54, забезпечена моторами Пелузіна, успішно брала участь в авіаційному параді.

## У ролях
| • Катерина Корчагіна-Александровська |
| • Володимир Воронов                  |
| • Олександр Орлов                    |